# Zócalo (Mexikóváros)
A Plaza de la Constitución (spanyol nevének jelentése: Alkotmány tér, korábbi nevén Plaza Mayor), közismert nevén Zócalo Mexikóváros főtere. A világ egyik legnagyobb városi tere.

## Története

### A spanyol gyarmati időszak
Azon a helyen, ahol ma a főtér terül el, a 14. században az aztékok fővárosa, Tenocstitlan épült fel, amely a Texcocói-tórendszer szigetén helyezkedett el. Miután Hernán Cortés 1521-ben elpusztította az azték birodalmat, úgy döntött, az új spanyol gyarmat fővárosát itt hozza létre. A későbbi Mexikóváros Tenocstitlan helyén és jelentős részben a tó lecsapolása után szárazon maradt területeken épült. Ez a lecsapolás évszázadokon keresztül tartott, ez idő alatt pedig számtalan csatorna húzódott a városon keresztül. A főtér az 1550 körül készült úgynevezett uppsalai térképen is megjelenik: ezen az látható, hogy déli és keleti szélén is húzódott egy-egy ilyen csatorna, amelyek találkozásától kiindulva a téren átlósan keresztülvezetett egy kisebb csatornaág is. Ugyanekkor már létezett a keleti oldalon álló Nemzeti Palota őse, a Cortés által építtetett ház is, és az északi oldalon egy templom is ott, ahol ma a székesegyház áll.
1624-ben az alkirály elrendelte, hogy a téren egy nagy méretű lovassági laktanyát építsenek fel. Juan Gómez de Trasmonte 1628-ban festett térképén szintén látható a főtér, amelyet akkor Plaza Mayornak neveztek, igaz, a laktanya nincs rajta a térképen. Középen egy szökőkutat ábrázolt, a déli oldalon pedig még ekkor is egy csatorna húzódott. Az új székesegyház egy kicsit északabbra helyezkedett el, mint a régebbi. 1629-től kezdve éveken át akkora áradás pusztított Mexikóvárosban és a főtéren is, hogy rengeteg épület megsemmisült, lakók tízezrei haltak meg, az életben maradtak közül pedig rengetegen elköltöztek a városból.
Az árvíz visszahúzódása után a város új életre kapott, a laktanya épületét pedig piaccsarnokként kezdték hasznosítani. 1692. június 8-án éhséglázadás tört ki a városban, amelynek során a felkelők felgyújtották a városházát, az alkirályi palotát és a piacot is, amelynek újjáépítését Gaspar de la Cerda y Mendoza alkirály 1695-ben rendelte el. Az új, már kőből készült épület, az úgynevezett El Parián 1720-ra készült el. Ugyancsak felújították a részben elpusztult alkirályi palotát, valamint 1714 és 1722 között a városházát is. 1713-ban szökőkút épült a tér közepén.
A 18. század végén a tér nagyon rendezetlen, elhanyagolt képet mutatott. A talaj egyenetlen volt, esős időben sártengerré változott, sokhelyütt halmokban állt a szemét, még a Pariánon kívül árusítók zsindelytetős bódéinak tetején is. A hatalmas bűzt árasztó nyilvános vécé olyan piszkos volt, hogy sokan inkább a köztéren, mindenki szeme láttára végezték szükségleteiket. Ugyancsak rendkívül szennyezett volt a szökőkút vize is, mivel sokan benne mosak és mosogattak. Az áldatlan állapotoknak (nem csak a főtéren, hanem az egész városban) az 1789-ben kinevezett új alkirály, Juan Vicente de Güemes vetett véget. Kitakaríttatta a teret és a környező utcákat, megszervezte a szemét rendszeres szállítását, a vándorárusokat elköltöztette, a régi szökőkút helyett pedig négy másikat építtetett a tér négy sarkán, ügyelve arra, hogy ne legyen medencéjük, ahol mosni lehetne. Lebontatta a székesegyház addig temetőnek használt udvarát övező kerítést, VI. Ferdinánd szobrát pedig eltávolíttatta a helyéről. A főteret és a környező, addig földes utcákat leköveztette, a mellettük húzódó szennyvizes árkokat pedig földalatti csatornák építésével szüntette meg. A tér talajának szintezési munkálatai közepette feltárultak a régi Tenocstitlan maradványai: 1790. augusztus 13-án a földben egy Koatlikve-szobrot találtak, december 17-én ráleltek a híres azték napkőre, a következő évben pedig a Tízoc-kőre is. A következő években a téren egy nagy méretű, elliptikus alakú, körbekerített részt alakítottak ki, amelynek közepén 1803-ban elhelyezték IV. Károly lovas szobrát.

### 19. század
A több mint 10 éven át zajló mexikói függetlenségi háború lezárásaként 1821. szeptember 27-én Agustín de Iturbide vezetésével a Három Garancia Hadserege bevonult a fővárosba, ahol nyugati irányból, a mai Madero úton megközelítve azt a főtérre érkezett, ahol folytatódott az útközben már zajló óriási ünnepség, sőt, még a székesegyház harangjait is félreverték. IV. Károly lovas szobrát már ekkor egy védőépítmény alá kellett helyezni, nehogy az értékes műalkotást politikai okokból megrongálják, sőt, 1822-ben át is helyezték a főtérről. 1828 novemberében, miután kitört az Acordada-lázadás, a Parián épületét kifosztották és felgyújtották, sok spanyol kereskedő halálát okozva.
Az első dagerrotípiás felvétel, amely a térről készült, valószínűleg 1840-ből származik: ezt a francia Jean Prelier Dudoille készítette. Egyben ez az utolsó létező kép is, amelyen a három évvel később lebontott Parián még látható.
A Parián, amely sokáig a város kereskedelmi központja volt, később egyre elhanyagoltabb és piszkosabb lett, építészeti értéke nem sok volt, rossz elhelyezkedésével pedig rontotta a városképet, így 1842-ben Antonio López de Santa Anna elnök elrendelte a lebontását. Erre 1843 végén került sor. Az is a lebontás indokai közé tartozott, hogy Santa Anna egy hatalmas függetlenség-emlékművet akart felállíttatni a tér közepén: ennek megtervezésére több pályázatot is kiírtak, mivel az első győztes, Enrique Griffón terve nem nyerte el az elnök tetszését. A második pályázatot Lorenzo de La Hidalga nyerte meg, az ő terve egy olyan obeliszkről szólt, amely még a székesegyház tornyainál is magasabb lett volna, tetején pedig egy szárnyas alak kapott volna helyet. 1843. szeptember 16-án meg is tartották az ünnepélyes alapkőletételt, de ezután csak az alapzat épült meg, és az építkezés félbemaradt. Ez az alapzat még egy ideig ott állt a téren, amely, mivel az „alapzat” szó spanyolul „zócalo”, innen kapta a ma a köznyelvben élő nevét, a Zócalót.
A mexikói–amerikai háború során, még mielőtt az amerikaiak katonailag is megszállták volna a fővárost, 1847. augusztus 27-én amerikai szekeresek egy csoportja vonult be a főtérre, élelmet keresve magának. A felháborodott mexikóiak kövekkel dobálták meg őket, majd egyre nagyobb zűrzavar támadt, amelynek csak a helyszínre érkező José Joaquín de Herrera tábornok tudott véget vetni, felszólítva az embereket, hogy majd a harctéren legyenek bátrak, ne a védtelen emberekkel szemben. Később az amerikai katonák megszállták a fővárost, szeptember 14-én felvonták zászlajukat a Nemzeti Palotára, amely csak 1848 nyarán, a megszállók kivonulása után került le onnan. Egy ezidőtájt készült képen megfigyelhető, hogy a tér közepén egy kerek szökőkút van, amit valószínűleg a félbemaradt emlékmű talapzatából alakítottak ki.
Miután 1863-ban Miksa lett Mexikó császára, hamarosan elindultak a tér átépítési munkálatai, amelyek legfontosabb eleme a korábban megtervezett függetlenségi emlékmű megvalósítása lett volna, kibővítve olyan körülötte álló szobrokkal, amelyek a függetlenségi harc hőseit ábrázolták, illetve módosítva annyiban, hogy tetején egy láncokat szétszakító sas lett volna látható. Az alapkőletételi ünnepségen a császár távollétében felesége, Sarolta vett részt. Azonban néhány év múlva a császárság megbukott, így az emlékmű ismét befejezetlen maradt. Helyette viszont 1867-ben felépítettek a Zócalóra egy másikat, egy győzelem-emlékművet, méghozzá éppen a császárt váltó elnök, Benito Juárez tiszteletére.

### A 20. századtól
1910-ben, Porfirio Díaz elnök idején újabb átépítési munkálatokat végeztek a téren. A mexikói forradalom idején, 1913 februárjában történt az úgynevezett tragikus tíz nap, amelynek egyik kezdeti eseménye volt a Francisco Ignacio Madero elnök vezette Hűség Menete, amely során Madero és kísérete Chapultepecből a Nemzeti Palotához vonult. Az elnök a Zócalóra lóháton érkezett meg. A következő napokban a téren és a környező utcákban is harcok folytak, a földön holttestek hevertek. Victoriano Huerta árulása után a forradalom új szakaszba lépett, Venustiano Carranza megszervezte a konstitucionalista hadsereget, amelynek 26 000 embere 1914. augusztus 20-án vonult be győzedelmesen a Zócalóra.
1920-ban a tér négy sarkára négy, bronzból készült pegazusszobrot helyeztek el (ezeket 1934-ben áthelyezték máshova). Ebben az időben már villamosok is jártak a téren (állomásuk a déli oldalon helyezkedett el), a korábban itt növő fákat pedig már kivágták. Az 1920-as években a tér négy oldalán húzódó utak közötti központi, parkosított területen átlós és az utakkal párhuzamos sétányokat alakítottak ki, a középpontban pedig egy üres, kerek alaprajzú terület helyezkedett el. A parkos rész külső oldalainak felezőpontjainál négy szökőkút is működött.
A Zócalo története során számtalan alkalommal volt helyszíne akár valami ellen, akár valami mellett való tüntetéseknek. 1938. március 19-én ismét elözönlötték az emberek, ezúttal azért, hogy támogatásukat fejezzék ki Lázaro Cárdenas előző napi bejelentése iránt, amelyben a kőolajipar nemzeti kézbe vételét ismertette a rádióban. Később minden február 24-én itt ünnepelték meg a Zászló Napját, amikor a 18 éves besorozott fiatalok tettek esküt a nemzeti zászlóra.
Egy 1948-as képen megfigyelhető, hogy a központi rész parkos területén pálmafák álltak, a négy szökőkút pedig még mindig létezett. A tér 1957–1958-ban, Ernesto P. Uruchurtu polgármestersége idején nyerte el mai arculatát. A parkos részt megszüntették, az összes szökőkutat és szobrot eltávolították, mindössze egyetlen zászlórudat helyeztek el az üressé vált, kőlapokkal fedett tér közepén. Ezt később egy óriászászlóval helyettesítették. A villamossíneket ugyancsak felszámolták.
Az 1968-as diákzavargások idején, augusztus 27-én mintegy 300 000-es tömeg lepte el a teret, amelynek közepén felvontak egy vörös–fekete zászlót is. Azokat, akik másnap reggelig a téren maradtak, a hadsereg távolította el. Ezekben az időkben fordult elő az a szokatlan esemény is, hogy a Zócalón páncélozott katonai járművek vonultak fel.
Ugyancsak 1968-ban, ősszel Mexikóváros olimpiát is rendezett: ez alkalomból fiatalok egy csoportja a Zócalón közös tornázással hívta fel a figyelmet az eseményre, október 20-án 15 órakor pedig itt tartották a maratoni futás versenyszám rajtját is. A mexikóvárosi metróhálózat 1967-ben kezdett kiépülni, az egyik állomást is ekkor valósították meg a Zócalón. Az építkezések során a tér közelében, a Guatemala és az Argentina utcák sarkánál egy igen jelentős, Kojolsauki azték istennőhöz kapcsolódó leletet találtak, ami új lendületet adott a korábban megkezdődött régészeti feltárásoknak.
2000-től kezdve a téren rendszeren tartanak koncerteket is. 2007-ben a téren rekorddöntési kísérlet történt: az egy helyen összegyűlt meztelen emberek rekordját próbálták megdönteni. Ugyanezen év végétől a következő év elejéig itt alakították ki a világ legnagyobb mesterséges jégpályáját is. 2008-ban néhány hónapig a Zócalon építették fel ideiglenesen Gregory Colbert Nomád Múzeumát.

## Leírás
A téglalap (közel négyzet) alakú tér Mexikóváros történelmi központjában, Cuauhtémoc kerületben található. Oldalai közel párhuzamosak a fő égtájakkal, de egy kicsit eltérnek attól. Hossza nagyjából 230, szélessége közel 200 méter, a középső, utakkal határolt terület nagyjából 160 m × 140 m-es.
A tér kőlapokkal fedett, lényegében üres, csak közepén áll egy óriási méretű, több mint 100 méter magas zászlóemlékmű. Ezt a zászlót naponta reggel 6 órakor fel-, este 6 órakor pedig ünnepélyesen levonják. A tér lámpaoszlopai a 19. és 20. század fordulója táján kormányzó Porfirio Díaz idejében készült lámpák másolatai.
Itt található a 2-es metró Zócalo nevű állomása is.
A tér körül Mexikó legjelentősebb épületei közül áll néhány. Északi oldalán helyezkedik el a Mária Mennybemenetele székesegyház, keleten a Nemzeti Palota, déli oldalának nyugati felén pedig a régi városháza.

## Képek

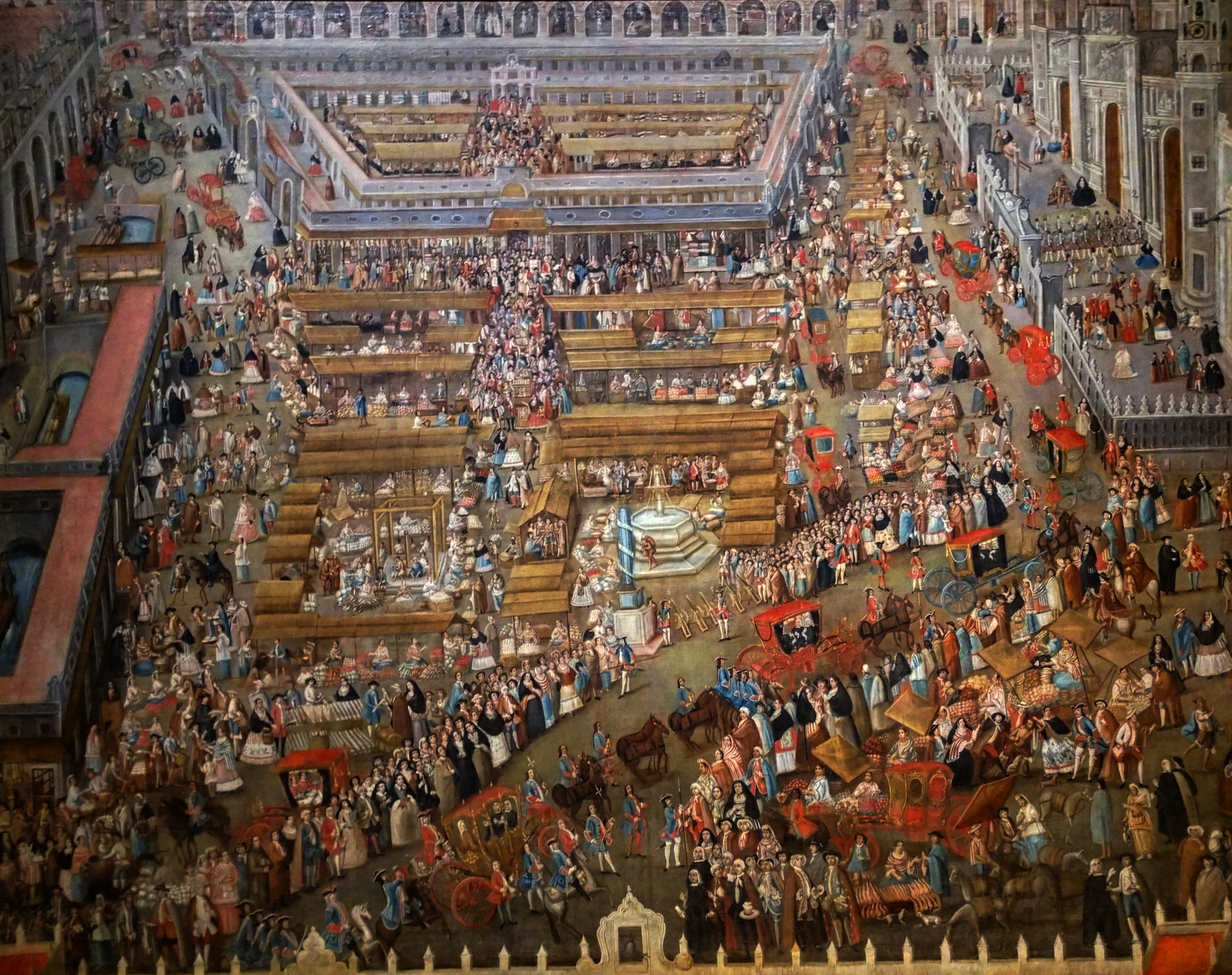
A tér Diego García Conde 1765-ös festményén
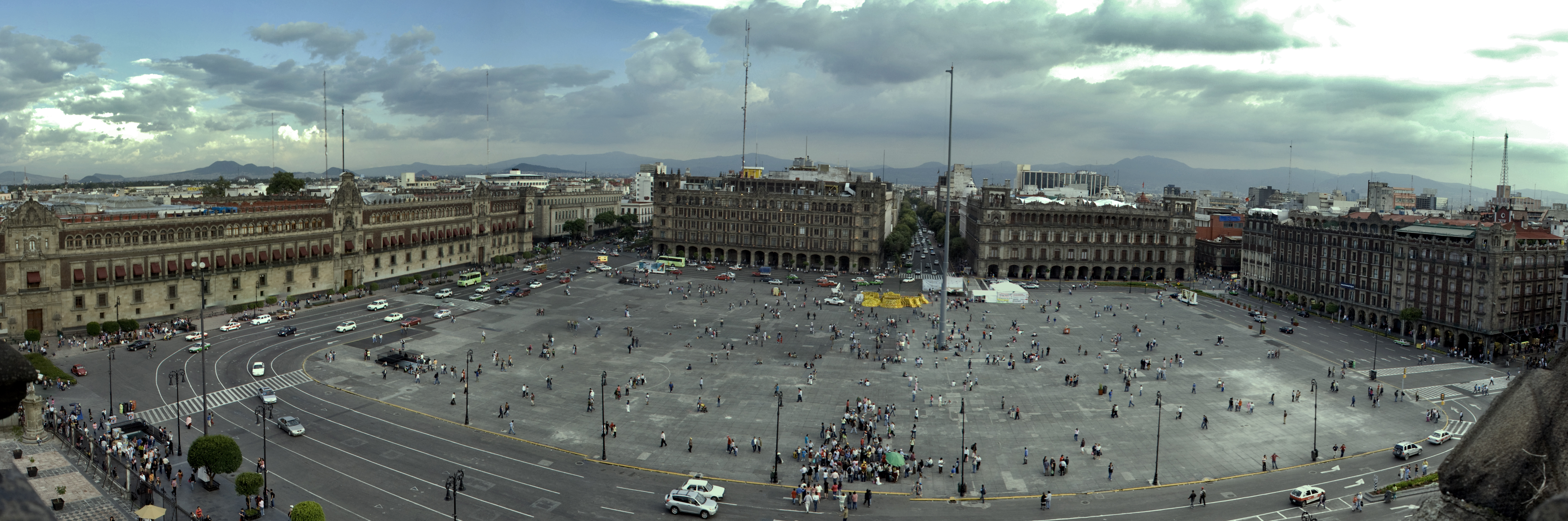
Panorámakép
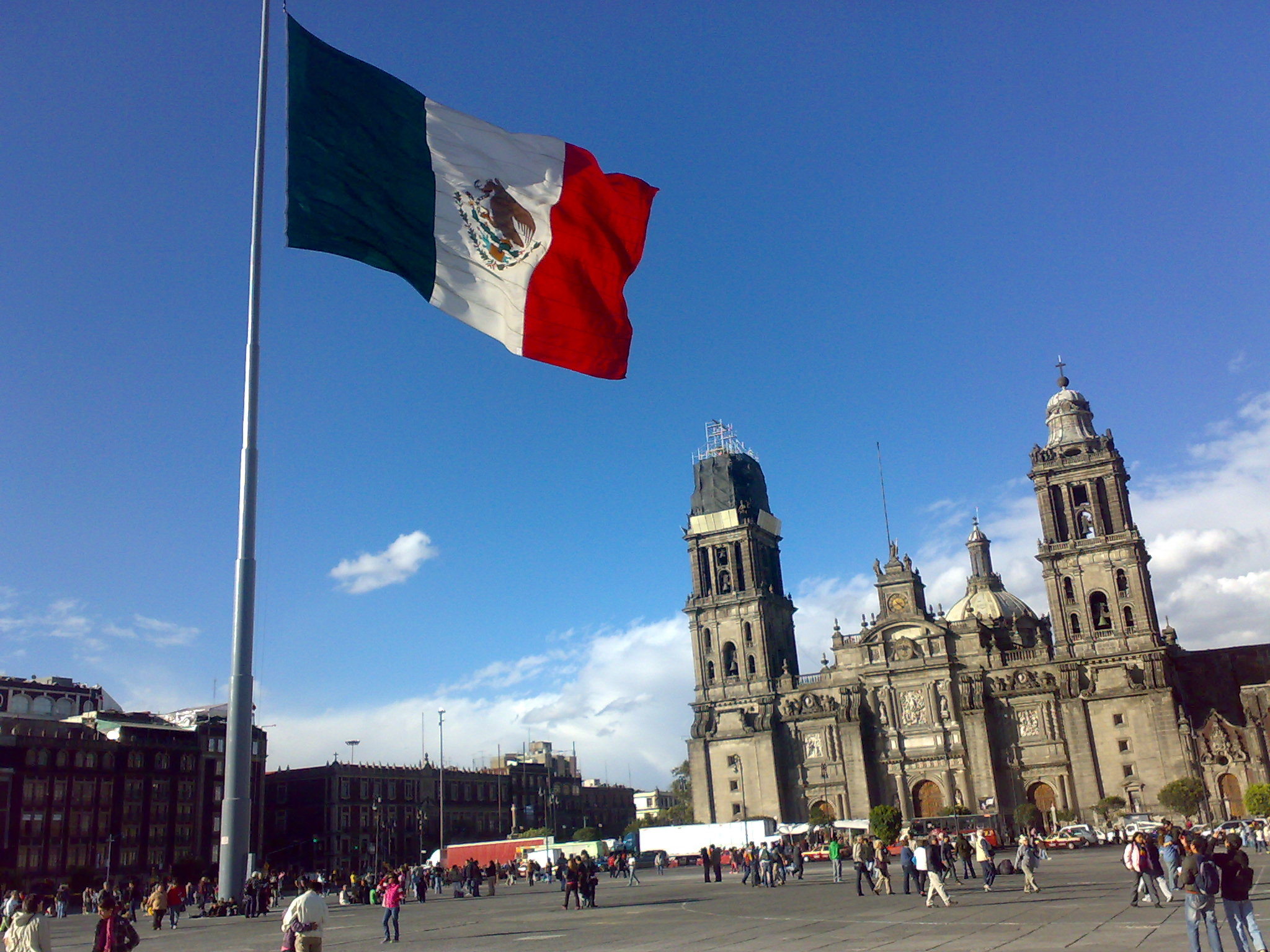
A zászlóemlékmű és a székesegyház
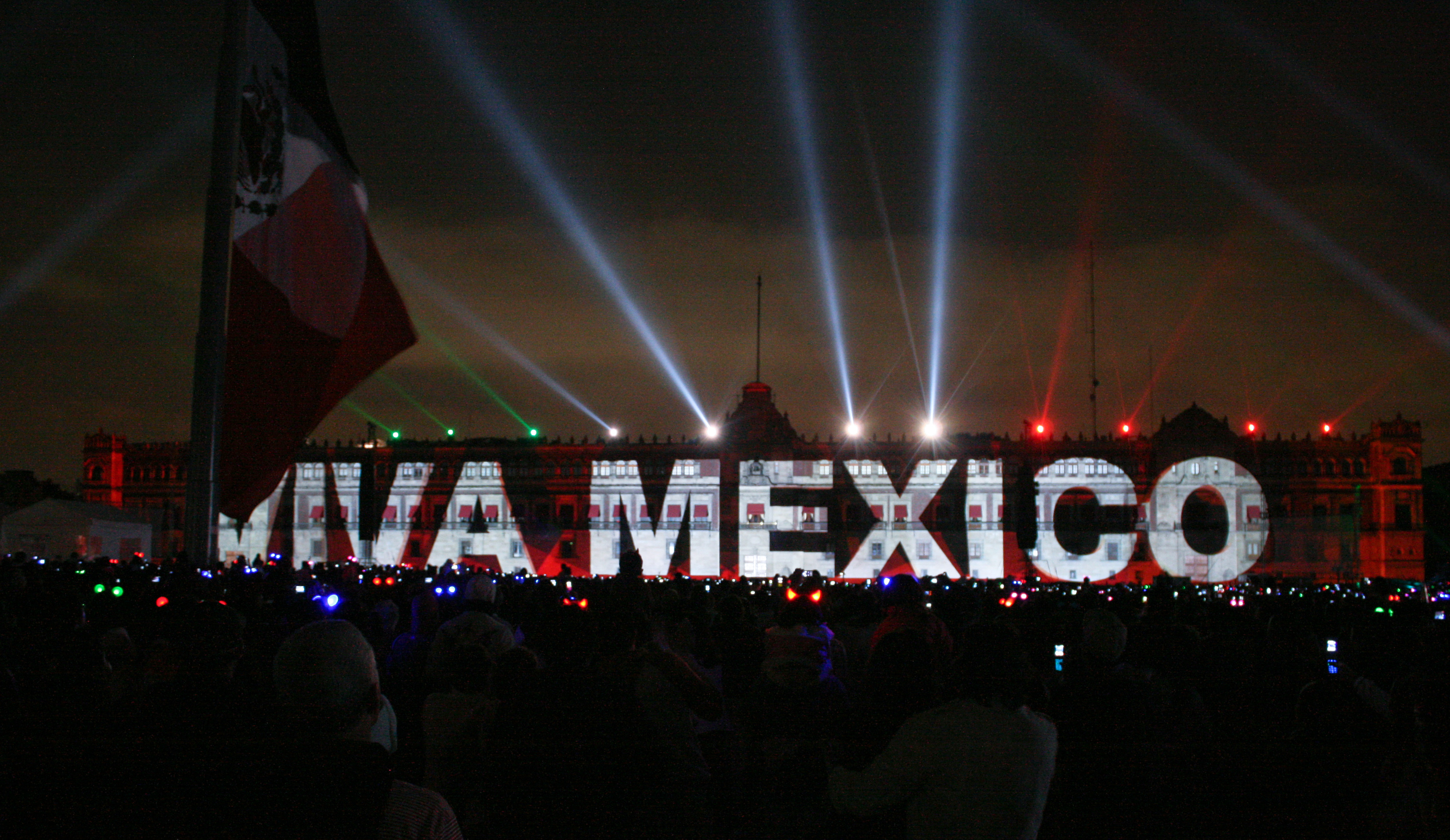
Ünnepi rendezvény a Zócalón